# 示現流
示現流，日本古劍術流派之一，因為是在薩摩藩傳流傳的，因此也常被稱為薩摩示現流。
這是東西方歷史上以前都不曾存在過的特異劍法流派，開創者是神道流出身的東鄉重位（1561-1643）。東鄉重位早年學習Tai捨流，並侍奉於島津家，在島津家敗給豐臣秀吉後，東鄉隨島津義久上洛時，在天寧寺從僧侶善吉那學會了天真正自顯流，回到薩摩藩後東鄉重位結合數家劍術精要，最後創立了示現流。
在薩摩藩內，直至江戶時代後期的島津齊興時為止，示現流一直被薩摩藩定為御留流（江戶時代的一種規矩，該種武術只會在該藩內傳承，不會傳授給其他藩的人，有時甚至不被允許和其他武術進行交流比試），除了島津家的分家佐土原藩外，禁止其他藩的人學習此劍術。
薩摩示現流的戰法，是與敵人交手時，先將劍高舉在自己右肩上方，再向左下猛烈揮動劈下，對手如何攻擊完全不理會；若對攻，示現流佔有壓倒性的力量與速度；若架隔，示現流會一口氣將對方的武器擊下。實際上，幕末的薩摩對幕府的戰鬥中，幕府的兵士有很多都是因擋架不住，自己的刀被對方的攻擊彈向頭部而敗北的。所以，薩摩示現流可以看作一種豬突猛進、無法阻擋的劍法。
示現流和戶山流一樣，在日本明治維新前都是軍隊在使用的劍術。

## 特色
它的特色是強調在第一擊就把敵人砍殺，因此它的規則與戰場保持高度一致，由於砍殺幾乎沒什麼規則，就只有「一擊必殺」的規定，所以示現流是當今劍道流派中砍的方式最多樣的，因其規定而有人稱示現流是「傻瓜劍法」。
在攻擊時會發出很大的喊叫聲也是他的特色。因為示現流不合乎現代劍道的規則，所以在正式劍道比賽很少見到示現流出現。
示現流與居合道一樣，講求第一擊就殺死對方，在日本明治維新前，和戶山流一樣是軍隊在使用的劍術流派，由於其第一擊便能殺死對手，因此在日本的劍術中不可擋下！
明治時代，日本警視廳制定的警視流木太刀形，有一式源自於薩摩示現流。現今仍在日本警視廳中教授。

## 外部連結
- （日語）示現流東郷財団WEB （页面存档备份，存于）
- （日語）武道の文化性　東郷重位（示現流）の伝書3 （页面存档备份，存于）
- （日語）解題『示現流聞書喫緊録』 1 （页面存档备份，存于）
- （日語）解題『示現流聞書喫緊録』2 （页面存档备份，存于）
- （日語）解題『示現流聞書喫緊録』3 解題『示現流聞書喫緊録』3 （页面存档备份，存于）
- （日語）示現流と笠間藩 （页面存档备份，存于）
- （日語）NPO法人 薬丸自顕流WEB